# Kedungrejo (Kemusu)
Kedungrejo is een bestuurslaag in het regentschap Boyolali van de provincie Midden-Java, Indonesië. Kedungrejo telt 1419 inwoners (volkstelling 2010).